# Marjo Tal
Marjo Tal (Den Haag, 15 januari 1915 – Jeruzalem, 26 augustus 2006) was een Nederlands concertpianist, liedzanger, pianopedagoog en componist.
Ze was de dochter van Sophia Deborah de Jongh en leraar boekhouden Baruch Chaïm Tal. Jongere zuster Karah Tal werd enigszins bekend als schrijfster van kinderboeken. Ze verloren hun vader op 14 januari 1928, haar moeder (1888-1983) wist ternauwernood Kamp Westerbork en Bergen-Belsen te overleven.
Vanaf haar vijfde jaar kreeg Marjo Tal piano en vioolles. Als oudste van drie dochters van joods-liberale ouders, begon ze op haar dertiende met pianoles bij Nelly Wagenaar. Ook studeerde ze compositie bij Sem Dresden. Na haar eindexamen aan het Amsterdams Conservatorium, ze woonde een aantal jaren in de Van Breestraat aldaar, in 1936 studeerde ze met studiebeurs gedurende drie jaar in Londen bij Franz Osborn, waarna zij rond 1939 terug in Nederland vanuit Amsterdam en kortstondig Den Haag een veelbelovend solistendebuut maakte in maart 1940 in het Haagse Diligentia.  Toch zat zij al eerder op de podia; zo is er een kort optreden van haar bekend in 1931. Tijdens een leerlingenavond van de Haagse Hogere Burgerschool aan de Beeklaan speelde twee solo’s voor piano. In 1939 begeleidde ze celliste Regina Goudappel in het Gemeentemuseum Den Haag.
Al gauw werd optreden onmogelijk gemaakt onder het nazibewind met de Jodenvervolging tijdens Tweede Wereldoorlog. Ze zou voor zover na is te gaan slechts eenmaal soleren bij het Joodsch Symphonie Orkest van Albert van Raalte en wel op 15 februari 1942 met het pianoconcert nr. 1 van Felix Mendelssohn-Bartholdy in de Hollandsche Schouwburg vlak voordat deze tot deportatieplaats werd aangewezen. Daarna moest zij onderduiken. Dit was ook de reden dat tot dan toe geschreven werken verloren zijn gegaan.
Als internationaal concertpianiste in de jaren vijftig ging zij op tournee naar het Verenigd Koninkrijk, Denemarken, Frankrijk, België en Israël. Naast Ludwig van Beethoven speelde ze bij voorkeur eigen composities, ook vertolkte zij werken van Franz Liszt en Béla Bartók.
In de jaren vijftig en zestig verbleef Marjo Tal vaak in Parijs. Zij componeerde meer dan honderdvijftig chansons op teksten van Franse dichters als Paul Fort, Robert Desnos, Jacques Prévert en Raymond Queneau; ze werden onder meer gezongen door diezelfde Prévert, Catherine Sauvage (de inspiratiebron voor het liedschrijven), Mouloudji, Beatrice Moulin, Jacques Douai en Nicole Louvier. Ze zong die liederen ook zelf in programma's waarin ze voor de pauze optrad met een klassiek pianorepertoire en na de pauze als chansonnière, zichzelf begeleidend op de piano. Ze “stond’ ermee tot in de Kleine Zaal van het Concertgebouw en het Institut français des Pays-Bas.
Vanaf 1968 legde Tal zich toe op componeren en muziekpedagogiek. Haar liederen werden met grote regelmaat uitgevoerd en ze schreef het werkboek Solfeggio voor de gevorderde muziekstudent, met muzikaal waardevol oefenmateriaal.
In 1988 emigreerde Tal naar Israël waar al familieleden woonden. Ze vestigde zich in Jeruzalem.
De Canzonen op gedichten van Esther Blom is de laatste gepubliceerde liederencyclus van Marjo Tal. Kort voor haar emigratie zette ze vier gedichten uit de cyclus Uitgeleide op muziek onder de naam Canzonen. Een opmerkelijk initiatief, omdat Tal eerder had laten weten dat Nederlandse teksten haar onvoldoende inspireerden. Bloms warmbloedige, toegankelijke en toch diepgravende poëzie waardeerde ze wel. De betreffende cyclus - over ziekte, dood, afscheid, verdriet en rouw - werd overigens pas in 2001 gepubliceerd in Bloms derde bundel, Waterlijn. 
In Nederland werd Marjo Tal vooral geprezen om haar toonzetting van de gedichten van Jan Engelman, Esther Blom, Federico García Lorca, Christine de Pizan, Elisabeth Eybers, Jan Hendrik Leopold, Osip Mandelstam en Anna Achmatova. Zij schreef ook L'inconnue du printemps.
- Bibliothèque nationale de France: cb17744296j (data)
- Biografisch Portaal: 52787208
- Gemeinsame Normdatei: 135021499
- International Standard Name Identifier: 0000 0001 1437 8408
- Library of Congress Control Number: n80017326
- Nederlandse Thesaurus van Auteursnamen: 074905538
- Virtual International Authority File: 11137650
- WorldCat: E39PBJpYyBFjXmjbQmMbXpFqcP